# Toromona
El toromona (toromono) és una llengua del grup occidental de les llengües tacanes parlada a la província d'Iturralde (entre els rius Madidi i Hit) al departament de La Paz, a Bolívia. Es va informar de l'existència de 200 toromones el 1983, però no han estat localitzats des d'aleshores. És reconeguda com a llengua oficial en la nova constitució boliviana.